# REC/レック3 ジェネシス
『REC/レック3 ジェネシス』（原題：[•REC]³: Génesis ）は、2012年のスペインのホラー映画。前作までは全編モキュメンタリー方式で制作されていたが、本作では、話の都合上序盤のみで、それ以降は第三者視点で物語が進む。また、次作『REC/レック4 ワールドエンド』では、全編を通してモキュメンタリーが排除された。

## スタッフ
- 監督：パコ・プラザ
- 製作：フリオ・フェルナンデス
- 脚本：ルイソ・ベルデホ、パコ・プラザ
- 撮影：パブロ・ロッソ
- 音楽：ミケル・サラス
- 製作総指揮：フリオ・フェルナンデス、カルロス・フェルナンデス、アルベルト・マリーニ

## キャスト
※括弧内は日本語吹替。
- クララ：レティシア・ドレラ（村井かずさ）
- コルド：ディエゴ・マルティン（土田大）
- ラファ：イスマエル・マルティネス（中川慶一）
- アドリアン：アレックス・モネール（水野貴雄）
- アトゥン：セニョール・ベ（藤原貴弘）
- ビクトル神父：エミリオ・メンチェッタ（岩崎ひろし）
- 神父：ハビエル・ルアノ（金子由之）
- エミリオ・メンチェータ
- クレア・バシェット

## シリーズ作品
- REC/レック [•REC]  2007年 - 第1作
- REC/レック2 [•REC]²  2009年 - 第2作
- REC/レック3  ジェネシス [•REC]³: Génesis 2012年 - 第3作
- REC/レック4 ワールドエンド [•REC]⁴: Apocalipsis  2014年 - 第4作